# …und wer küßt mich? (1956)
…und wer küßt mich?, auch bekannt unter dem Original-Titel Ein Herz und eine Seele, ist ein österreichisches Filmlustspiel aus dem Jahre 1956 von Max Nosseck mit Hans Moser, Grethe Weiser, Theo Lingen, Johannes Heesters, die sich selbst spielen. Gunther Philipp spielt einen Hypnotiseur, der Gunther Philipp heißt, er spielt sich aber nicht selbst.

## Handlung
Die Redakteure und Redakteurinnen der Tageszeitung „Herold“ haben eine originelle Idee, wie sie den anstehenden Ball zugunsten notleidender Künstler aufpeppen können: Sie wollen eine Art Lotterie veranstalten, in denen die Loskäufer einen Filmstar gewinnen können, zumindest für einen Abend, natürlich ganz seriös und ohne halbseidene Hintergedanken. Für den guten Zweck zur Verfügung haben sich vier unverwüstliche Mimen des deutschsprachigen Lustspielkinos gestellt: Hans Moser, Grethe Weiser, Theo Lingen und Johannes Heesters sowie eine weitere, namentlich noch „große Unbekannte“. Für jeden der Altstars soll dies eine unvergessliche Erfahrung werden.
Liane Neubert, eine junge Dame, die Hans Moser „gewinnt“, bittet den alten Herrn, sie zu ihrem neuen Freund Robert, quasi als ‘Schutzengel’, zu begleiten. Dieser gilt als ein wenig überdreht und exzentrisch und stellt als Maler sehr eigenwillige Bilder her, die als „moderne Kunst“ gelten. Der Künstler ist nicht sonderlich erbaut, seine Braut in Begleitung eines prominenten Anstandswauwau zu sehen und versucht nun mit allen Tricks, Moser schnellstmöglich wieder loszuwerden. Doch was Moser erst einmal anfängt, bringt er auch zu Ende: Liane wollte ihn zu ihrem Schutz, und da lässt sich der notorische Grantler nicht beirren. In seinem Eifer überzieht Moser gehörig: Um die junge Frau vor dem stürmischen Liebhaber zu schützen, sperrt er seine Schutzbefohlene kurzerhand ins Badezimmer ein. Gunther Philipp erscheint auf der Bildfläche, wie Moser ein Schauspieler. Doch hier ist die Funktion des studierten Nervenarztes eine andere: Robert bittet seinen Freund, Moser mittels Hypnose schachmatt zu setzen. Gesagt, getan. Endlich können der Maler und seine Angebetete zueinanderfinden.
Johannes Heesters wurde von Emma, einer bereits etwas angegrauten Dame, „gewonnen“, die ihn in ein leicht morbides Ambiente entführt. In ihrer Wohnung hat sie den gesamten Trickkisten-Nachlass eines einst berühmten Magiers aufbewahrt – klirrende Ketten, Knochengerippe und Feuerwerkskörper inklusive. Heesters fühlt sich in diesem Umfeld sichtlich unwohl, doch es kommt noch dicker: Durch Zufall erfährt der Operettenfilmstar, dass eben jene Dame einst die Jugendliebe eines mit ihm befreundeten Komponisten war. Um zwei Fliegen mit einer Klappe zu schlagen und die Dame schnellstmöglich wieder loszuwerden, ohne dabei sein Gentleman-Image zu beschädigen, bringt er die beiden Ex-Geliebten wieder zusammen und wird damit auch noch zum Ehestifter.
Grethe Weiser trifft es besonders hart: Sie gerät in die Fänge eines international agierenden und gesuchten Juwelendiebes. Der hat bei der Tombola nur deshalb mitgemacht, weil er Frau Weiser gern um ihr kostbares Geschmeide erleichtern möchte. Doch die alte Dame ist nicht auf den Kopf gefallen: Als es zur ultimativen Konfrontation mit dem eleganten Schurken kommt, kramt sie ihre für einen ihrer letzten Filme benötigten Judo-Kenntnisse heraus und legt den Langfinger kurzerhand auf die Matte. Gut verschnürt gibt sie diesen bei der Polizei ab.
Theo Lingen glaubt, mit seiner jungen Dame namens Annie Habertitzl einen Volltreffer gelandet zu haben, denn sie verlangt in der folgenden Nacht nichts unmögliches: Der näselnde Komiker soll einfach nur ihren Vater Habertitzl spielen! Der ist Hotel-Portier und feiert heute Geburtstag. Dann aber kommt alles ganz anders: Im Hotel, wo der Vater sonst arbeitet, macht ein Gast Lingen das Leben zur Hölle. Ständig nörgelt der und geht dem Schauspieler derart auf die Nerven, dass dieser am Morgen nahezu fix und fertig ist. Dann aber stellt sich heraus, dass der angebliche ‘Hotelgast’ niemand anderes als der Portier-Vater war, der endlich mal an jemandem seinen Frust, den er tagein, tagaus mit schwierigen Gästen ertragen muss, abreagieren wollte.
Die „große Unbekannte“, die die Zeitungsmacher ihrem Publikum versprochen haben, will einfach nicht eintreffen. Da haben Christine Bauer, die Tochter des Herausgebers, und Frau Lindner, die Gattin des Chefredakteurs, ein und dieselbe Idee, ohne sich zuvor miteinander abgesprochen zu haben. Kurzerhand bieten sie sich selber an. Das ist weder Ehemann Lindner noch Christines Verlobtem recht, denn beide sind ziemlich eifersüchtig. Bald herrscht dicke Luft zwischen den Paaren, und im Falle Lindner ist sogar von Scheidung die Rede. Lustspielgerecht renkt sich jedoch alles wieder ein, und am Ende wird die Prominentenverlosung ein voller Erfolg.

## Produktionsnotizen
…und wer küßt mich? entstand im Winter 1955/56 und wurde am 20. März 1956 uraufgeführt. Elf Tage später kam der Film auch in die deutschen Kinos.
Herbert Sennewald übernahm die Produktionsleitung. Felix Smetana gestaltete die Filmbauten. Max Vernooij zeichnete für den Ton verantwortlich. Lambert Hofer und Erika Russ besorgten die Kostüme.

## Musiktitel
Gespielt werden drei Lieder, Text und Musik von Gerhard Bronner und Peter Wehle:
- Ein Herz und eine Seele
- Sie ist so wunderbar …
- Das Schokoladenladen-Ladenmädchen

## Kritik
Im Lexikon des Internationalen Films heißt es: „Ein Aufgebot prominenter Film- und Burgtheaterschauspieler im Dienst eines müden, albernen Lustspiels.“